# Drabantvakt
Drabantvakt är en paradstyrka inom det svenska Livgardet med uppgift att vara den svenske monarkens, eller gästande statsöverhuvuds, ceremoniella livvakt. Drabanterna är kända för sina traditionella uniformer och sitt taktfasta marschsätt och räknar sin historia tillbaka till Gustav Vasas tid.

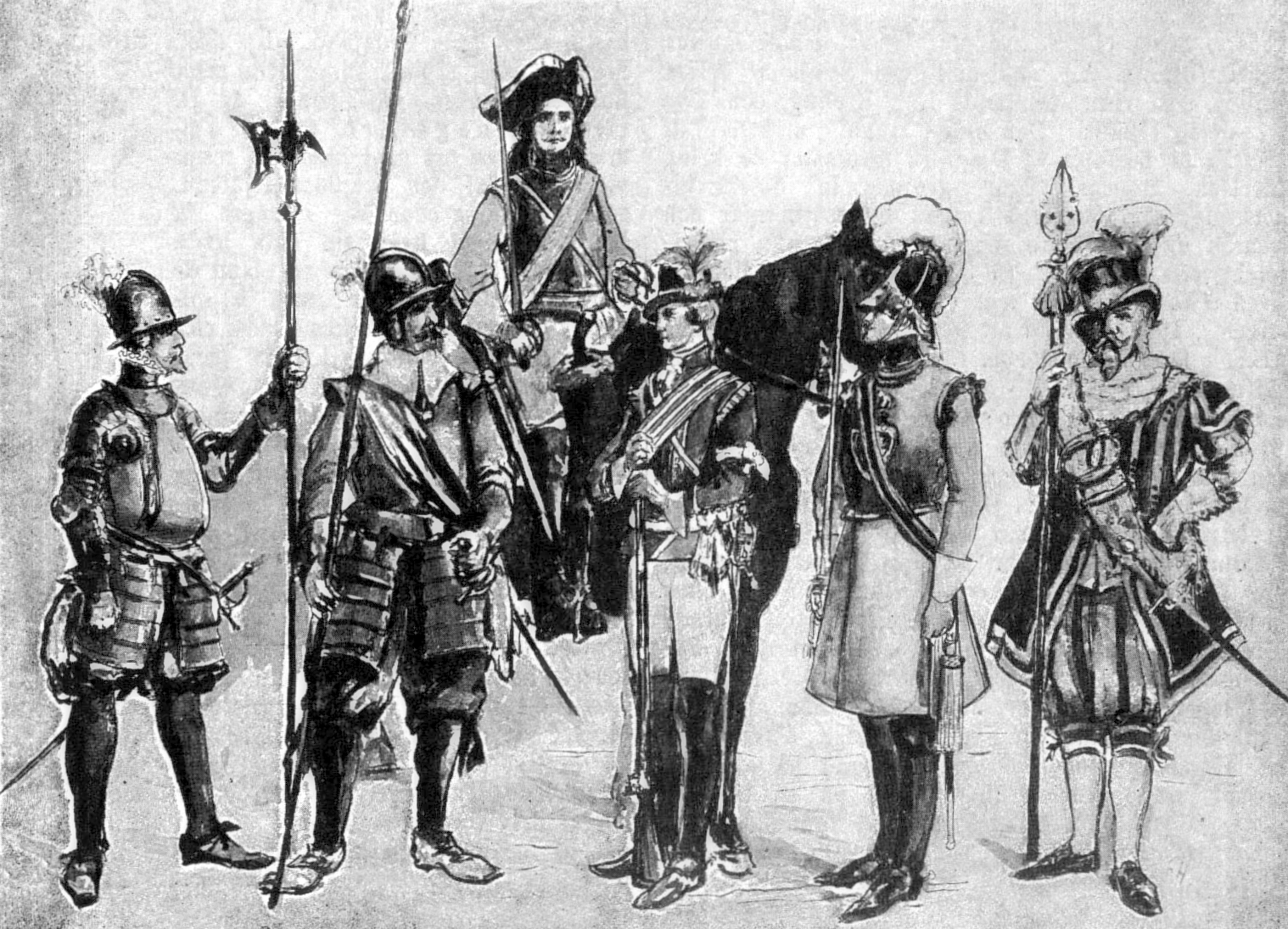
Svenska drabanter från olika tider.

## Historia

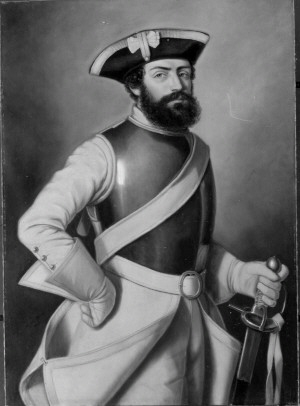
"En drabant hos Carl XV", målning av Augusta Åkerlöf från 1862 som visar hur Karl XV:s återupprättade drabanter såg ut.

En drabantkår organiserades ursprungligen under Gustav Vasas regeringstid att fungera som liv- och slottsvakt. Under Karl XI och Karl XII blev drabanterna ett renodlat kavalleriförband. När drabantkåren upplöstes år 1821 hade den haft många namn och stridit vid bland annat Lützen och Poltava. Den funktion som tidigare upprätthållits av drabantkåren överfördes till officerskåren vid Livbeväringsregementet vilka fungerade som honnörstrupp.
Parallellt med livdrabantkåren fanns på kungliga slottet i Stockholm ytterligare en kår av drabanter, nämligen stånddrabantkåren som hade lägre rang och var beväpnade med värja och bardisan. Denna kår upplöstes efter Oscar I:s kröning 1844.
Nytillverkade drabantuniformer av preussiskt snitt bars av en livvaktstyrka ur Livgardet till häst för att fylla en ceremoniell funktion vid Oscar I:s kröning. Utrustning finns bevarad i Livrustkammaren. Munderingen bestod av: 
" ”vapenrockar” av mellanblått kläde med ”gult foder till passe poiler”; byxorna tillverkades av renhud. Som huvudbonad beställdes i Berlin ”kaskar”, i det tyska konossementet kallade ”Helme”; dessa voro prydda med ”3ne kronor på hvardera" samt ”gulmålade kokarder”. Värjor levererades av hattstofferaren Utterbäck. Denne tillhandahöll även gehäng och handskar av sämskat skinn samt kartuscher, klädda med dylikt. Härtill kommo stövlar, sporrar och sporrläder med kragar och hällor."
Till Karl XV:s kröning 1860 tillverkades de uniformer efter karolinsk förebild som fortfarande är i användning. Dessa betecknas officiellt som "Uniform m/1860 – drabantdräkt". Till skillnad från Oscar I:s drabanter blev dessa kvar i andra sammanhang. Första gången de användes i andra sammanhang var när Karl XV, till parisarnas stora förvåning, lät sig eskorteras av några drabanter under ett statsbesök i staden.
Idag hör drabanterna till Livgardets paradstyrkor och utgår ur de traditionsbärande efterföljarna till Livgardet till häst.

## Uniformer

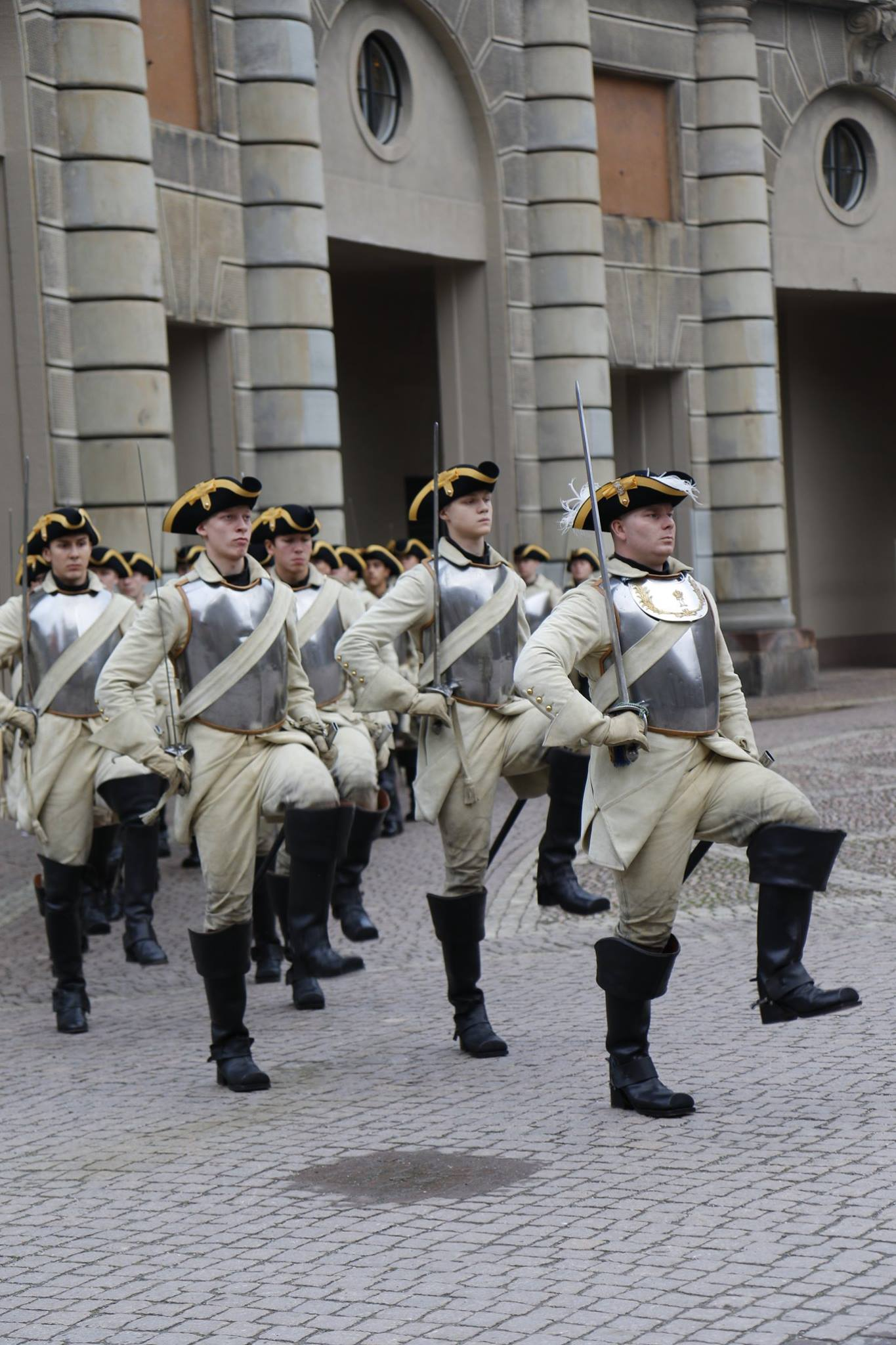
Livdragoner som drabantvakt i Karl XI:s uniform, chefen bär ringkrage samt plym i hatten.

Drabantdräkterna vårdas av Kungliga Husgerådskammaren.

### Karl XI:s uniform (m/1860)
Uniformen består av: livrock i sämskskinn, gula byxor, trekantig hatt, bröstharnesk, svart spännhalsduk, gehäng och kraghandskar av sämskat skinn, svarta kragstövlar och sporrar med svart rem. Chefen för drabantvakten bär dessutom ringkrage (m/1700) och vit plym i hatten.

### Karl XII:s uniform (m/1860)
Karl XII:s skiljer sig från Karl XI:s endast i det att livrocken är av blått kläde med gult foder och att inget harnesk bärs.

### Utrustning
Till båda uniformerna bärs kartuschlåda (m/1860) med monarkens monogram, och värja (m/1844) snarlik den gamla karolinervärjan.

## Uppgifter
Drabanterna medverkar vid högtidliga tillfällen där monarken närvarar, vanligtvis händelser inom det svenska kungahuset som dop, myndighetsdagar, bröllop, trontillträden och begravningar.

### Statsbesök
Vid statsbesök bevakar en drabantstyrka gästvåningen på Stockholms slott. Vakten består av 24 soldater och gruppbefäl under befäl av en drabantchef som är löjtnant. Innan galamiddagen bär drabanterna Karl XI:s uniform, varefter de byter till Karl XII:s uniform och vaktstyrkan minskar till 12. Drabanterna paraderar vid gästernas ankomst, galamiddagen och gästernas avfärd.

### Riksdagens högtidliga öppnande
Drabanterna hade en viktig roll i det årliga riksdagens högtidliga öppnande innan ceremonin avskaffades 1974. En drabantstyrka i Karl XI:s uniform marscherade från Stånddrabantsalen i Bernadottevåningen före Konungens stora vakt in i Rikssalen och placerade sig i dess södra ända, där de förblev tills ceremonin var över och de marscherade tillbaka till tonerna av Voss paradmarsch.

### Fotnoter
1. 1 2 3  Schreeb 1951, s. 6.
2. ↑  UniBest, s. 6.
3. ↑  K1 1928–2000 Del 1
4. ↑  Viklund, Ann-Charlotte (20 december 2005). ”Syr du i knapparna i kungens uniformer, Wiveca?”. Publikt. Arkiverad från originalet den 18 april 2016. https://web.archive.org/web/20160418114552/http://www.publikt.se/artikel/syr-du-i-knapparna-i-kungens-uniformer-wiveca-6042. Läst 22 september 2011.
5. ↑  UniBest, s. 7.
6. ↑  UniBest, s. 8.
7. ↑  UniBest, s. 10.
8. ↑  CerIFM, s. 15.
9. ↑  CerIFM, s. 309.